# Emil von Marenzeller
Emil von Marenzeller (* 16. August 1845 in Wien; † 6. Dezember 1918 ebenda) war ein österreichischer Zoologe.

## Leben und Wirken
Von Marenzeller studierte von 1863 bis 1868 Medizin an der Universität Wien. Dort promovierte er 1868 zum Dr. med. Ab 1869 war er Assistent des Zoologen Ludwig Schmarda.
1873 begann er seine Tätigkeit als Assistent im k.u.k. Hof-Naturalienkabinett, dessen Kustos er 1876 wurde. Von Marenzeller war bis zu seiner Pensionierung als Verwalter der Sammlungen der niederen Tiere tätig.
Marenzeller war ab 1896 als Honorardozent und außerordentlicher Professor für Zoologie an der Technischen Hochschule Wien tätig. 1892 als korrespondierendes Mitglied in die Kaiserliche Akademie der Wissenschaften gewählt, war er auch Mitglied der Zoologisch-Botanischen Gesellschaft, von 1873 bis 1881 deren Sekretär. 1896 wurde er zum Vizepräsidenten und zum Ehrenmitglied gewählt.

## Schriften (Auswahl)
- Zur Kenntniss der adriatischen Anneliden. In: Sitzungsberichte der Akademie der Wissenschaften mathematisch-naturwissenschaftliche Klasse. Band 69, 1874/76, S. 407–482 (zobodat.at [PDF]).